# Tài sản cố định thuê tài chính
Theo quy định tại Khoản 3, Điều II, Mục I, Chế độ quản lý - sử dụng và trích khấu hao Ban hành kèm với Quyết định số 206/2003/QĐ-BTC của Bộ trưởng Bộ tài chính nước Cộng hòa xã hội chủ nghĩa Việt Nam:
Tài sản cố định thuê tài chính là những tài sản cố định mà doanh nghiệp thuê của công ty cho thuê tài chính. Khi kết thúc thời hạn thuê, bên thuê được quyền lựa chọn mua lại tài sản thuê hoặc tiếp tục thuê theo các điều kiện đã thỏa thuận trong hợp đồng thuê tài chính. Tổng số tiền thuê một loại tài sản quy định tại hợp đồng thuê tài chính, ít nhất phải tương đương với giá trị của tài sản đó tại thời điểm ký hợp đồng.